# Andriivka (Mîroliubivka), Sînelnîkove
Andriivka (în ucraineană Андріївка) este un sat în comuna Mîroliubivka din raionul Sînelnîkove, regiunea Dnipropetrovsk, Ucraina.

## Demografie
Componența lingvistică a localității Andriivka
     Ucraineană (93,68%)
     Rusă (4,6%)
     Belarusă (1,72%)
Conform recensământului din 2001, majoritatea populației localității Andriivka era vorbitoare de ucraineană (93,68%), existând în minoritate și vorbitori de rusă (4,6%) și belarusă (1,72%).